# 聖胡利安 (聖克魯斯省)
聖胡利安是玻利維亞的城鎮，位於該國東部，由聖克魯斯省負責管轄，距離首府聖克魯斯158公里，海拔高度247米，每年平均降雨量約900毫米，2010年人口9,322。
16°54′23″S 62°37′01″W / 16.9064°S 62.6169°W